# 艾涅和皮佩鲁
艾涅和皮佩鲁（法語：Aignes-et-Puypéroux，法語發音：[ɛɲ e pɥipeʁu]）是法国夏朗德省的一个旧市镇，位于该省南部，属于昂古莱姆区。2017年1月1日，艾涅和皮佩鲁和相邻的另外4个市镇合并为新市镇蒙莫罗（Montmoreau）。

## 地理
艾涅和皮佩鲁（45°27'3"N, 0°8'40"E）面积12.99 平方千米，位于法国新阿基坦大区夏朗德省，该省份为法国西部内陆省份，北起德塞夫勒省和维埃纳省，东临上维埃纳省，东南至多尔多涅省，南至多爾多涅省，西接滨海夏朗德省。
与艾涅和皮佩鲁接壤的市镇（或旧市镇、城区）包括：沙迪里、沙尔芒、沙沃纳、蒙莫罗-圣西巴尔、佩里尼亚克、布瓦内拉蒂德、圣阿芒德蒙莫罗。
艾涅和皮佩鲁的时区为UTC+01:00、UTC+02:00（夏令时）。

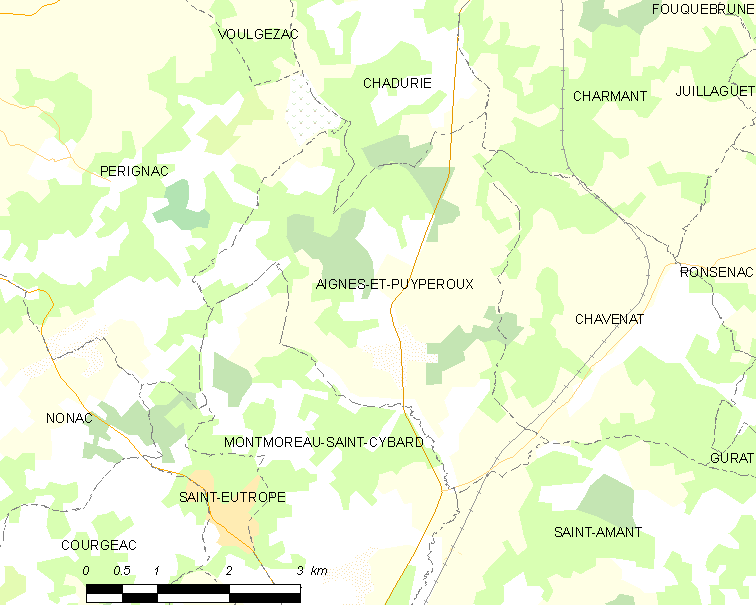
艾涅和皮佩鲁的OSM定位图

## 行政
艾涅和皮佩鲁的邮政编码为16190，INSEE市镇编码为16004。

## 政治
艾涅和皮佩鲁所属的省级选区为蒂德-拉瓦莱特县。

## 人口

1962-2008年间艾涅和皮佩鲁人口变化图示

艾涅和皮佩鲁于2018年1月1日时的人口数量为244人。